# Vidova
Vidova (cyr. Видова) – wieś w Serbii, w okręgu morawickim, w mieście Čačak. W 2011 roku liczyła 121 mieszkańców.